# Carmelo Anthony
Carmelo Kyam Anthony (Nova Iorque, 29 de maio de 1984) é um ex-jogador norte-americano de basquete profissional. É um dos maiores cestinhas da história da NBA, acumulando 28.289 pontos ao longo de 19 anos de carreira.
Ele jogou 19 temporadas na National Basketball Association (NBA) e foi nomeado dez vezes para o All-Star Game e foi membro do All-NBA Team por seis vezes. Ele jogou basquete universitário por Syracuse, ganhando um título nacional como calouro em 2003, ao ser nomeado o MVP do Torneio da NCAA. Em 2021, ele foi nomeado para a equipe do 75º aniversário da NBA e é considerado um dos maiores artilheiros da história da NBA.
Depois de uma temporada universitária, Anthony entrou no Draft da NBA de 2003 e foi selecionado como a terceira escolha geral pelo Denver Nuggets. Em 2009, Anthony levou os Nuggets à sua primeira aparição em finais de conferência desde 1985. Em 2011, ele foi negociado para o New York Knicks. Em um jogo de 24 de janeiro de 2014 contra o Charlotte Bobcats, Anthony marcou 62 pontos, o recorde de sua carreira, estabelecendo o recorde de pontuação em um único jogo dos Knicks e um recorde de pontuação em um único jogo do Madison Square Garden.
Anthony jogou 4 Olimpíadas pela seleção dos Estados Unidos e ganhou a medalha de bronze em 2004 e as medalhas de ouro de 2008, 2012 e 2016. Em abril de 2016, ele era o líder de todos os tempos da equipe olímpica dos Estados Unidos em pontos, rebotes e jogos disputados. Ele atualmente ocupa o nono lugar entre os líderes de pontuação da NBA.

## Início da vida e carreira no ensino médio
Anthony nasceu nos conjuntos habitacionais do Brooklyn. Seu pai, Carmelo Iriarte, nasceu em Manhattan e era de ascendência africana, espanhola e indígena; algumas de suas raízes também remontam à Venezuela. Sua mãe, Mary Anthony, é afro-americana. Iriarte morreu de câncer quando Anthony tinha dois anos. Quando ele completou oito anos, sua família mudou-se para Baltimore.
Anthony estudou na Towson Catholic High School em seus primeiros três anos de ensino médio. Durante o verão de 1999, ele cresceu 12 cm na estrutura e se tornou um dos melhores jogadores da área, sendo eleito o Jogador Metropolitano do Ano pelo The Baltimore Sun em 2001. Durante seu segundo ano, ele teve médias de 14 pontos, cinco rebotes, quatro assistências e duas roubadas de bola.
Em seu terceiro ano, Anthony quase dobrou seus números em pontuação e rebotes com médias de 23 pontos e 10,3 rebotes. Apesar do ano de sucesso, Anthony se distraiu com toda a atenção e foi suspenso várias vezes por faltar às aulas. Ele mal registrou um pontinho nos radares dos olheiros profissionais com seu corpo magro e falta de força; muitos olheiros achavam que ele não estava pronto para as exigências físicas da NBA.
Anthony decidiu se declarar antecipadamente e anunciar que frequentaria a Universidade de Syracuse antes de seu último ano. Como as notas de Anthony estavam abaixo da média, ele sabia que precisava melhorar na sala de aula para se qualificar academicamente para a universidade. Em seu último ano, sua mãe considerou transferi-lo para uma escola diferente. Anthony primeiro pensou na Hargrave Military Academy da Virgínia, mas depois de conversar com Steve Smith, ele acabou se transferindo para a Oak Hill Academy na Virgínia.

## Carreira universitária
Anthony jogou uma temporada na Universidade de Syracuse, onde teve médias de 22,2 pontos e 10,0 rebotes. Ele ajudou a guiar a sua equipe ao seu primeiro título do Torneio da NCAA. Ele liderou a equipe em pontuação, rebotes e minutos jogados. Os 33 pontos de Anthony contra a Universidade do Texas no Final Four estabeleceu um recorde do Torneio da NCAA de mais pontos por um calouro. Na final do campeonato contra a Universidade do Kansas, Anthony registrou 20 pontos e 10 rebotes. Por seus esforços durante o Torneio da NCAA, ele ganhou o Prêmio de MVP. Posteriormente, o técnico de Syracuse, Jim Boeheim, descreveu Anthony como "De longe, o melhor jogador do basquete universitário. Ninguém chegou nem perto dele no basquete universitário no ano passado. Esse é o resultado final."
Anthony disse que originalmente planejava ficar em Syracuse por duas a três temporadas, mas já tendo realizado tudo o que se propôs a fazer, ele optou por abandonar sua carreira universitária e se declarou elegível para o draft da NBA de 2003.

## Carreira profissional

### Denver Nuggets (2003-2011)

#### Temporada de estreia
A carreira de Anthony na NBA começou em 26 de junho de 2003, quando ele foi escolhido pelo Denver Nuggets como a terceira escolha geral no draft da NBA de 2003. Ele foi selecionado atrás de LeBron James (Cleveland Cavaliers) e Darko Miličić (Detroit Pistons). Em 29 de outubro de 2003, ele fez sua estreia na temporada regular da NBA em uma vitória em casa por 80-72 contra o San Antonio Spurs e registrou 12 pontos, sete rebotes e três assistências. Em apenas seu sexto jogo na NBA (7 de novembro contra o Los Angeles Clippers), Anthony marcou 30 pontos, tornando-se o segundo jogador mais jovem na história da NBA a marcar 30 pontos ou mais em um jogo (Kobe Bryant foi o mais novo). Foi o menor número de jogos que um novato dos Nuggets levou para marcar 30 pontos desde a fusão ABA-NBA. Em 9 de fevereiro de 2004, contra o Memphis Grizzlies, Anthony se tornou o terceiro jogador mais jovem a atingir o patamar de 1.000 pontos na história da NBA com uma tentativa de 20 pontos em uma vitória por 86-83.

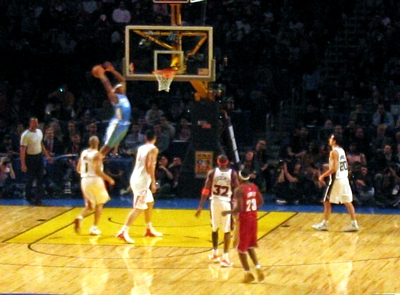
Anthony fazendo uma enterrada durante o Rookie Challenge de 2004.

Em 30 de março de 2004, ele marcou 41 pontos contra o Seattle SuperSonics para estabelecer um novo recorde dos Denver Nuggets de mais pontos em um jogo por um novato. Ele também se tornou o segundo jogador mais jovem (19 anos e 305 dias) a marcar pelo menos 40 pontos em um jogo na história da NBA. Depois de ganhar o Prêmio de Novato do Mês da Conferência Oeste no mês de abril, Anthony se tornou o quarto jogador na história da NBA a conquistar todos os seis prêmios de Novato do Mês em uma temporada. Os outros a fazê-lo foram David Robinson, Tim Duncan e o também novato LeBron James. Anthony também foi nomeado dez vezes o Jogador da Semana da NBA (10 de março de 2004 - 14 de março de 2004 e 6 de abril de 2004 - 10 de abril de 2004) e foi uma seleção unânime para a Primeira-Equipe de Novatos. Anthony teve uma média de 21,0 pontos durante a temporada, o que foi mais do que qualquer outro novato. Ele ficou em segundo lugar na votação de Novato do Ano, sendo vice-campeão para LeBron James.
Anthony desempenhou um papel importante na reviravolta do Denver Nuggets de chacota a candidato aos playoffs. Na temporada antes de Anthony ser selecionado pela equipe, os Nuggets terminaram com um recorde de 17-65. Eles terminaram a temporada de 2003-04 com um recorde geral de 43-39, qualificando-os como a oitava melhor campanha. Anthony se tornou o primeiro novato da NBA a liderar um time de playoffs desde David Robinson do San Antonio Spurs durante a temporada de 1989-90. Nos playoffs, os Nuggets enfrentaram o Minnesota Timberwolves na primeira rodada. No primeiro jogo de playoffs de Anthony, ele registrou 19 pontos, seis rebotes e três assistências em uma derrota por 106-92. Os Timberwolves eliminaram os Nuggets em cinco jogos.

#### Temporada de 2004-05
Na segunda temporada de Anthony, ele teve média de 20,8 pontos, ocupando o 19º lugar na NBA. Em 4 de dezembro de 2004, contra o Miami Heat, Anthony se tornou o terceiro jogador mais jovem da história da NBA a atingir 2.000 pontos na carreira. Apenas LeBron James e Kobe Bryant eram mais jovens quando chegaram a esse patamar.
Com a ajuda de Anthony, os Nuggets melhoraram seu recorde da temporada em seis jogos em relação à temporada anterior, terminando com uma marca de 49–33. A equipe terminou em sétimo lugar na Conferência Oeste (uma posição a mais do que na temporada anterior) e enfrentou o segundo colocado San Antonio Spurs na primeira rodada, vencendo o primeiro jogo em San Antonio por 93–87. No entanto, o eventual campeão da NBA, os Spurs, venceu os quatro jogos seguintes, eliminando os Nuggets dos playoffs.

#### Temporada de 2005-06
Anthony jogou e foi titular em 80 jogos durante a temporada de 2005-06. Ele teve médias de 26,5 pontos (oitavo na NBA), 2,7 assistências, 4,9 rebotes e 1,1 roubos de bola e foi selecionado para a Terceira-Equipe da NBA. Seu oitavo lugar na pontuação da NBA foi o melhor resultado de um jogador do Denver desde a temporada de 1990-91. Em 23 de dezembro de 2005, Anthony registrou 45 pontos, o recorde de sua carreira, em uma derrota contra o Philadelphia 76ers. Em 17 de março de 2006, contra o Memphis Grizzlies, ele marcou 33 pontos para elevar seu total de pontos na carreira para mais de 5.000. Além disso, ao fazer isso, ele se tornou o segundo jogador mais jovem a realizar essa façanha (atrás de LeBron James). Quando o mês de março chegou ao fim, os Nuggets terminaram com um recorde de 11–5 e Anthony foi nomeado o Jogador do Mês de março. Ele também levou para casa os Prêmios de Jogador da Semana de 13 de março de 2006 a 19 de março de 2006.
Os Nuggets terminaram a temporada em terceiro lugar, vencendo a Divisão Noroeste pela primeira vez na carreira de Anthony. O Denver enfrentou o Los Angeles Clippers, sexto classificado, na primeira rodada dos playoffs e perdeu em cinco jogos. Após a temporada, Anthony assinou uma extensão de 5 anos e US$ 80 milhões com o Nuggets.

#### Temporada de 2006-07

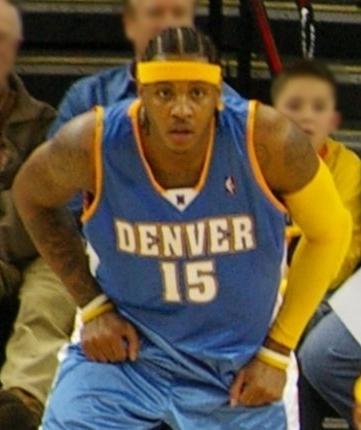
Anthony em 2007

Anthony novamente empatou o recorde da equipe de seis jogos consecutivos de 30 pontos, não conseguindo quebrá-lo pela segunda vez, marcando 24 pontos em seu 16º jogo (uma derrota em casa por 98-96 para o Atlanta Hawks). em 6 de dezembro. Durante um jogo no Madison Square Garden em 16 de dezembro, Anthony foi um dos muitos jogadores envolvidos na infame briga entre o New York Knicks e o Nuggets. As filmagens mostraram Anthony dando um soco no rosto de Mardy Collins, de Nova York, e posteriormente se afastando. Como resultado de suas ações, Anthony foi suspenso por 15 jogos pelo comissário da NBA, David Stern. Pouco depois, os Nuggets negociaram por Allen Iverson. A dupla não conseguiu jogar junto até um jogo em casa contra o Memphis Grizzlies em 22 de janeiro, esse foi o jogo que Anthony foi autorizado a retornar de sua suspensão de 15 jogos. Anthony e Iverson somaram 51 pontos.
Em 2 de fevereiro de 2007, Anthony e seu companheiro de equipe, J. R. Smith, se envolveram em um pequeno acidente de carro. Nenhum dos jogadores ficou ferido na colisão. A única informação divulgada pela equipe é que o carro que Smith dirigia pertencia a Anthony. Três dias depois, Anthony registrou seu primeiro triplo-duplo na carreira com 31 pontos, 10 rebotes e 10 assistências em uma derrota por 113-108 para o Phoenix Suns. Quando os reservas da Conferência Oeste no All-Star Game foram anunciados, Anthony não foi incluído na lista. No entanto, com Yao Ming e Carlos Boozer lesionados, o comissário da NBA, David Stern, escolheu Anthony como substituto (junto com Josh Howard). Anthony registrou 20 pontos e nove rebotes em sua estreia no All-Star Game. Anthony foi o primeiro jogador do Denver Nuggets a ser nomeado para o All-Star Game desde Antonio McDyess em 2001.
Anthony terminou a temporada como o segundo maior artilheiro da liga atrás de Kobe Bryant com uma médias de 28,9 pontos, 6,0 rebotes, 3,8 assistências e 1,2 roubos de bola. Ele foi nomeado para a Terceira Equipe da NBA pelo segundo ano consecutivo.

#### Temporada de 2007-08
Em 24 de janeiro de 2008, Anthony foi nomeado para seu segundo All-Star Game consecutivo - o primeiro como titular. Ele terminou como a segunda maior votação geral perdendo para Kobe Bryant entre todos os jogadores da Conferência Oeste. Em 8 de fevereiro, Anthony marcou 49 pontos, o recorde de sua carreira, na vitória por 111–100 sobre o Washington Wizards. Em 27 de março, em uma vitória sobre o Dallas Mavericks, ele marcou seu 9.000º ponto na carreira. Ele disputou 77 jogos durante a temporada regular, terminando como o quarto maior artilheiro da NBA com média de 25,7 pontos e teve recordes na carreira em média de rebotes (7,4) e roubos de bola (1,3). Ele empatou o recorde de sua carreira em média de bloqueios (0,5) e encerrou a temporada com média de 3,4 assistências, a segunda melhor marca de sua carreira.
O Nuggets terminou a temporada de 2007-08 com exatamente 50 vitórias (a terceira melhor campanha de todos os tempos do Nuggets desde que o time ingressou oficialmente na NBA em 1976). Foi a primeira vez desde a temporada de 1987-88 que os Nuggets terminaram com pelo menos 50 vitórias em uma temporada. Denver terminou como a oitava melhor campanha na Conferência Oeste e suas 50 vitórias marcaram o maior total de vitórias para um oitavo lugar na história da NBA. Isso também significou que, pela primeira vez na história da NBA, todos os oito times dos playoffs em uma conferência tiveram pelo menos 50 vitórias. Os Nuggets enfrentaram o Los Angeles Lakers na primeira rodada e perderam em quatro jogos. Nessa série, Anthony teve médias de 22,5 pontos, 9,5 rebotes, 2,0 assistências e 0,5 roubos de bola.

#### Temporada de 2008-09
A temporada de 2008-09 começou com Allen Iverson sendo negociado com o Detroit Pistons em troca de Chauncey Billups. Em 10 de dezembro de 2008, em uma vitória por 116–105 sobre o Minnesota Timberwolves, Anthony empatou com George Gervin pelo maior número de pontos marcados em um quarto na história da NBA, marcando 33 pontos no terceiro quarto. Ele terminou o jogo com 45 pontos, 11 rebotes, três assistências e quatro roubos de bola. 
Em 4 de janeiro de 2009, Anthony quebrou um osso da mão em um jogo contra o Indiana Pacers. Ele optou por imobilizar a mão em vez de fazer uma cirurgia; seu tempo de recuperação foi estimado em três a quatro semanas. Ele já havia perdido três jogos no final de dezembro com uma dor no cotovelo. Anthony voltou de lesão e foi titular dos Nuggets em 30 de janeiro de 2009. Ele foi suspenso por um jogo pelos Nuggets por permanecer na quadra e se recusar a deixar o jogo depois que o técnico George Karl o colocou no banco durante um jogo contra o Pacers.
Os Nuggets venceram a Divisão Noroeste e ficou em segundo lugar na Conferência Oeste, terminando a temporada com um recorde da franquia de 54 vitórias. Anthony teve média de 22,8 pontos. Depois de perder em cinco aparições consecutivas nos playoff (2004–2008), em 29 de abril de 2009, Anthony venceu sua primeira série de playoffs quando os Nuggets venceram o New Orleans Hornets por 107–86. Em uma conferência pós-jogo, ele disse: "Sim, finalmente. Levei 5 anos para tirar aquele gorila das minhas costas, é uma sensação ótima." Os Nuggets venceram o Dallas Mavericks por 4-1 nas semifinais da conferência, com Anthony marcando 30 pontos em um desempenho sólido no Jogo 5. No Jogo 3 das semifinais, Anthony fez um arremesso de três pontos no último segundo para dar a vitória aos Nuggets. Denver avançou para as finais da Conferência pela primeira vez desde 1985, mas foi eliminado por 4–2 pelo eventual campeão da NBA, Los Angeles Lakers, em seu aniversário.
Anthony foi nomeado para a Terceira Equipe da NBA pela terceira vez em sua carreira.

#### Temporada de 2009-10

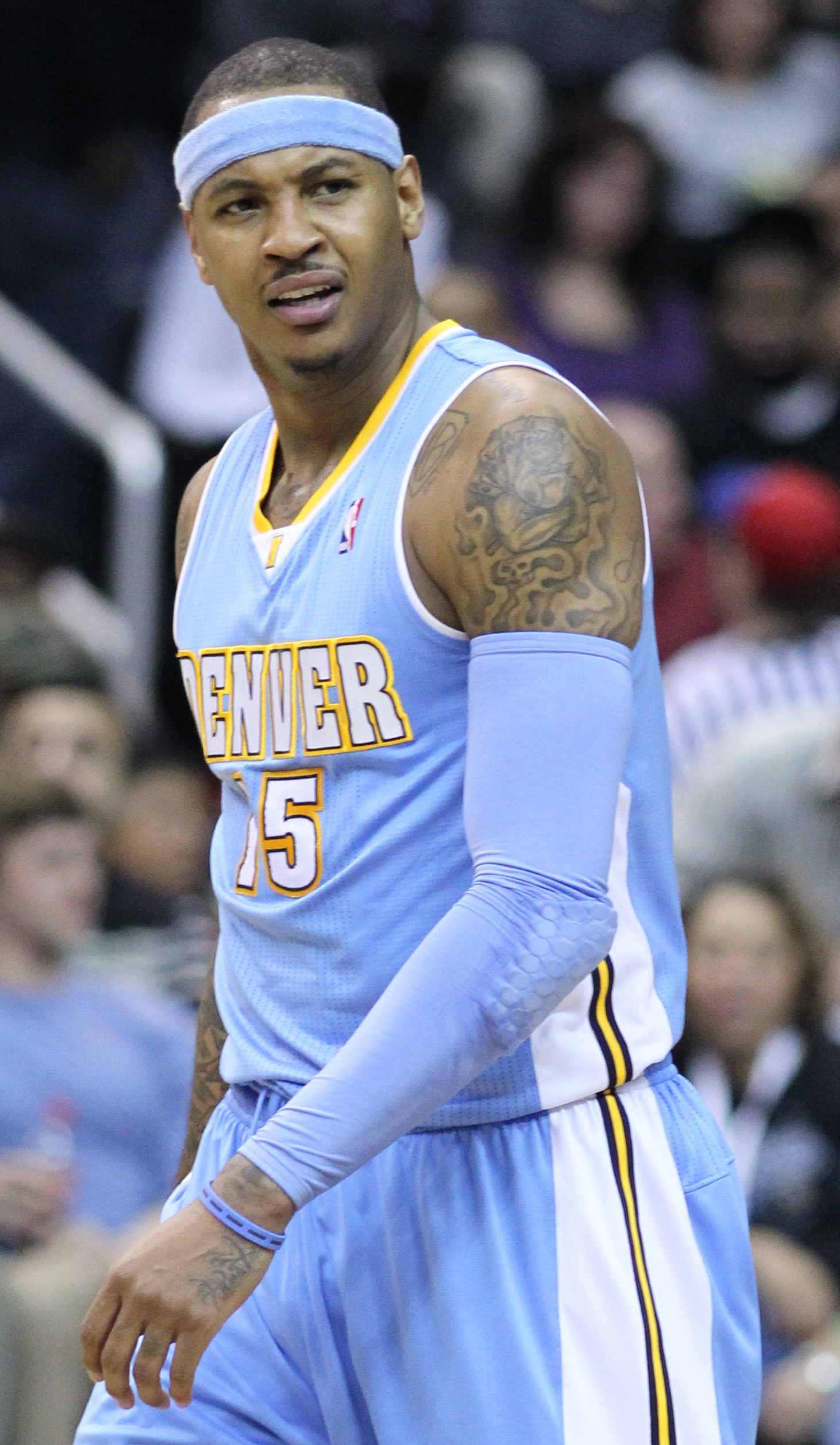
Anthony durante sua pasagem pelos Nuggets

Nos dois primeiros jogos da temporada de 2009-10, Anthony totalizou 71 pontos, marcando 30 pontos na estreia em casa e 41 na noite seguinte, em vitórias contra Utah Jazz e Portland Trail Blazers, respectivamente. Anthony se tornou um dos três jogadores na história dos Nuggets a abrir com 70 ou mais pontos em dois jogos - empatado com Nick Van Exel com 71 pontos - superado apenas por Alex English em 1985 (79) e 1988 (74). No terceiro jogo, Anthony marcou 42 pontos. Foi a primeira vez que eles chegaram a 3–0 desde 1985. No mês de novembro, Anthony foi nomeado o Jogador da Semana e o Jogador do Mês da Conferência Oeste, levando o Nuggets a uma largada de 12–5.
No décimo quinto jogo da temporada regular contra o Minnesota Timberwolves, Anthony entrou no jogo liderando a liga pontos por jogo (30,2) e foi o único jogador da liga a marcar pelo menos 20 pontos em todos os jogos. No jogo seguinte, Anthony marcou 50 pontos, o recorde de sua carreira, em um jogo contra o New York Knicks, enquanto o seu companheiro de equipe, Chauncey Billups, somou 32 pontos no jogo, tornando-os apenas a terceira dupla na história da NBA a marcar pelo menos 50 e 30 pontos, respectivamente. Em 21 de janeiro de 2010, Anthony foi nomeado titular do All-Star Game da NBA de 2010, liderando as votações da Conferência Oeste. Esta foi a terceira aparição de Anthony no All-Star e a segunda como titular. Ele terminou o jogo com 27 pontos e 10 rebotes, a melhor marca do seu time.
No primeiro jogo do time após o All-Star Game, os Nuggets visitaram o Cleveland Cavaliers em um jogo muito aguardado, com o Cavaliers tendo uma sequência de 13 vitórias consecutivas. Enquanto LeBron James registrou um triplo-duplo de 43 pontos, 13 rebotes e 15 assistências, Anthony compilou 40 pontos, seis rebotes e sete assistências em uma vitória na prorrogação.
Os Nuggets concluiram a temporada de 2009-10 com um recorde de 53-29 e o título da Divisão Noroeste pela segunda temporada consecutiva. No Jogo 1 da primeira rodada contra o Utah Jazz, Anthony marcou 42 pontos, o recorde de sua carreira nos playoffs.
Anthony foi nomeado para a Segunda-Equipe da NBA pela primeira vez em sua carreira.

#### Temporada de 2010-11
A temporada de 2010-11 começou com especulações de que Anthony havia solicitado uma troca. Anthony se recusou a assinar uma proposta de extensão do contrato. Fontes relataram que o destino preferido de Anthony era o New York Knicks, com outras equipes como o New Jersey Nets, Houston Rockets e Atlanta Hawks dizendo estar interessado. O pedido de troca de Anthony não foi inicialmente atendido e ele começou a temporada no elenco do Nuggets. Em 15 de novembro de 2010, Anthony registrou 20 pontos e 22 rebotes, o recorde de sua carreira, no primeiro jogo de 20-20 de sua carreira contra o Phoenix Suns.

### New York Knicks (2011–2017)

#### Temporada de 2010-11
Em 22 de fevereiro de 2011, Anthony, junto com o armador Chauncey Billups, foi negociado com o New York Knicks em um acordo que também envolveu o Minnesota Timberwolves. Anthony escolheu usar o número 7 com os Knicks, já que seu antigo número 15 foi aposentado pelos Knicks em homenagem a Earl Monroe e Dick McGuire. 
O primeiro jogo de Anthony com os Knicks foi uma vitória por 114–108 contra o Milwaukee Bucks, na qual ele registrou 27 pontos e 10 rebotes. Após a aquisição de Anthony, os Knicks se classificaram para os playoffs como a sexta melhor campanha da Conferência Leste e enfrentou o Boston Celtics. Durante a série, os Knicks tiveram problemas de lesões com Amar'e Stoudemire e Billups. No Jogo 2, Anthony registrou 42 pontos, 17 rebotes e seis assistências na derrota dos Knicks. A equipe caiu para os Celtics em quatro jogos.

#### Temporada de 2011-12

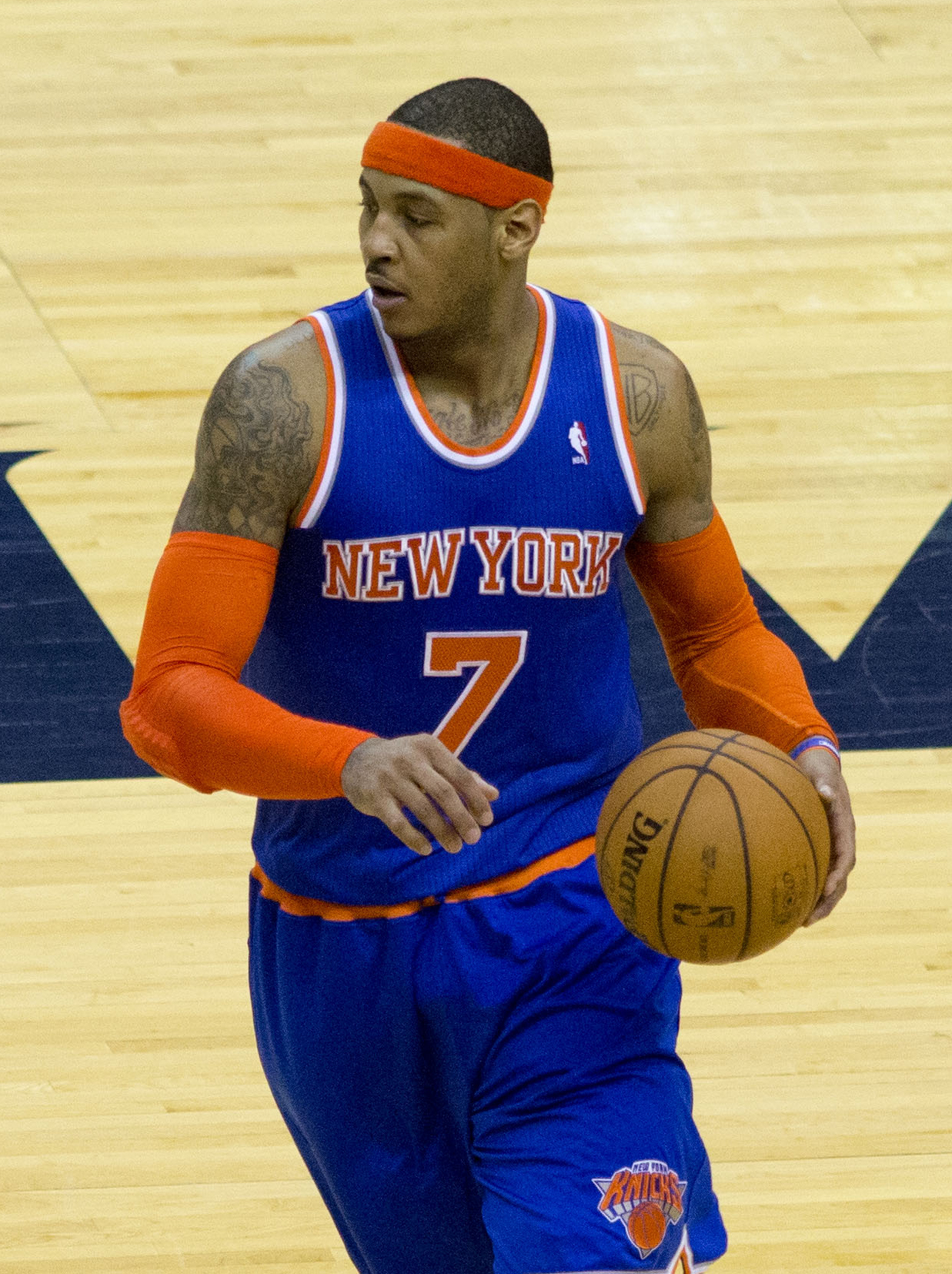
Anthony em março de 2013

A temporada de 2011-12 trouxe novas expectativas, já que a temporada seria a primeira temporada completa de Anthony pelos Knicks. A equipe teve dificuldade ao longo da temporada devido as lesões. O próprio Anthony perdeu 11 jogos; durante este trecho, os Knicks inseriram Jeremy Lin como armador titular do time. Isso levou a uma série histórica de jogos de Lin e a um período de histeria do basquete conhecido como Linsanity. No entanto, a equipe se viu com um recorde de 18–24, levando à renúncia do técnico Mike D'Antoni. Presume-se que Anthony teve um papel importante na saída do treinador, já que não se encaixava bem no sistema. Mike Woodson assumiu o lugar de D'Antoni; isso levou a uma melhora no jogo de Anthony. No domingo de Páscoa, Anthony teve indiscutivelmente seu melhor jogo com o uniforme dos Knicks ao marcar 43 pontos na vitória sobre o Chicago Bulls. Sob o comando de Woodson, os Knicks terminaram a temporada com um recorde 18–6, uma grande melhoria em relação ao recorde de 18–24 que tinham sob o comando de D'Antoni.
Os Knicks se classificaram para os playoffs como a sétima melhor campanha na Conferência Leste e enfrentou o eventual campeão, o Miami Heat. Durante a série, os Knicks foram prejudicados por lesões como na temporada anterior. Apesar disso, Anthony conseguiu levar os Knicks à sua primeira vitória nos playoffs desde 2001. No jogo, ele marcou 41 pontos. Os Knicks acabaram sendo eliminados em cinco jogos. Anthony foi eleito para a Terceira-Equipe da NBA pela quarta vez em sua carreira.

#### Temporada de 2012–13
Em 7 de janeiro de 2013, ele foi nomeado o Jogador da Semana pelos jogos disputados de 31 de dezembro de 2012 a 6 de janeiro de 2013. Durante esse tempo, ele teve média de 36,0 pontos, o melhor da liga. A semana foi marcada por dois jogos de 40 pontos, primeiro na derrota para o Portland Trail Blazers (45 pontos, sete rebotes, quatro assistências) em 1º de janeiro e depois na vitória sobre o Orlando Magic (40 pontos, seis rebotes e seis assistências) em 5 de janeiro. Em 30 de janeiro de 2013, em um jogo contra o Orlando Magic, Anthony bateu o recorde dos Knicks de 30 jogos consecutivos de 20 pontos, quebrando o antigo recorde estabelecido por Richie Guerin.

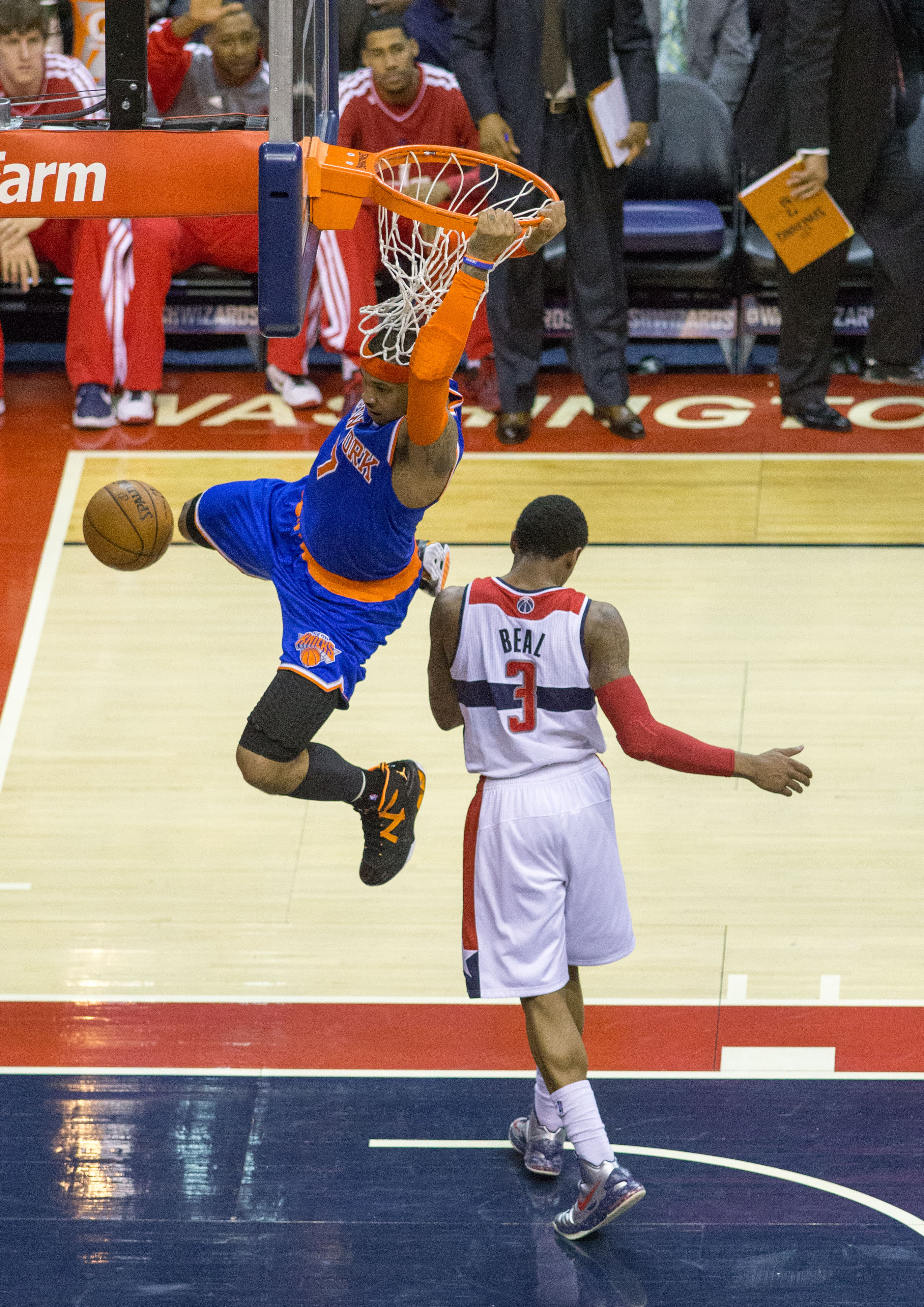
Anthony enterrando em 2013

Em 29 de março de 2013, Anthony registrou 32 pontos e 11 rebotes na vitória por 111–102 sobre o Charlotte Bobcats. Em 31 de março de 2013, ele teve 24 pontos e 10 rebotes na vitória contra o Boston Celtics ao registrar um duplo-duplo em jogos consecutivos. Em 2 de abril de 2013, Anthony marcou 50 pontos em uma vitória por 102–90 sobre o Miami Heat. Na noite seguinte, ele marcou 40 pontos em uma vitória de 95-82 sobre o Atlanta Hawks e 41 pontos contra o Milwaukee Bucks, tornando-se o primeiro jogador dos Knicks desde Bernard King a marcar mais de 40 pontos em três jogos consecutivos. Em 7 de abril de 2013, Anthony registrou 36 pontos e 12 rebotes, enquanto os Knicks registravam sua 12ª vitória consecutiva na vitória por 125-120 sobre o Oklahoma City Thunder.
Em 8 de abril de 2013, Anthony foi nomeado o Jogador da Semana da Conferência Leste no período de 1 a 7 de abril de 2013. Ele levou o Knicks a um recorde de 4-0 como parte de sua sequência de 12 vitórias consecutivas, durante a qual obteve média de 41,8 pontos. Nenhum jogador da NBA marcou pelo menos 35 pontos em cinco jogos consecutivos desde Kobe Bryant na temporada de 2006-07. Em 2013, Anthony se tornou o primeiro jogador dos Knicks com a camisa mais vendida na NBA desde que a liga começou a rastrear as vendas de camisas em 2001.
Em 11 de abril de 2013, a sequência de 13 vitórias consecutivas dos Knicks terminou com uma derrota para o Chicago Bulls por 118–111. Apesar da derrota, Anthony registrou 36 pontos e 19 rebotes, o melhor da temporada, e estabeleceu um recorde da franquia com seis jogos consecutivos com pelo menos 35 pontos. Em 15 de abril de 2013, ele ganhou seu segundo prêmio consecutivo de Jogador da Semana da Conferência Leste por jogos disputados de 8 a 15 de abril de 2013 e teve médias de 32,0 pontos, a melhor da conferência, e 11,5 rebotes. Ele se tornou o campeão de pontuação da NBA em 2013 com média de 28,7 pontos, depois que o segundo colocado e tricampeão de pontuação Kevin Durant decidiu ficar de fora de seu último jogo da temporada regular e terminou sua temporada com média de 28,1 pontos. No final da temporada regular, Anthony foi eleito o Jogador do Mês da Conferência Leste em abril. Anthony quebrou o domínio de LeBron James no prêmio mensal depois que James recebeu tais honras cinco vezes naquela temporada.
Nos playoffs, Anthony registrou 21 pontos, sete rebotes, cinco assistências, duas roubadas de bola e um bloqueio na vitória do Jogo 6 contra o Boston Celtics na primeira rodada. Foi a primeira vitória dos Knicks na série de playoffs desde 2000. Anthony teve média de 29,2 pontos na série. Esta foi a segunda maior média da série de playoffs de um jogador dos Knick contra os Celtics, atrás dos 31,6 pontos de Patrick Ewing durante a série da primeira rodada da temporada de 1989-90. Na rodada seguinte, os Knicks foram derrotados pelo Indiana Pacers em seis jogos. Em 23 de maio de 2013, Anthony foi nomeado para a Segunda-Equipe da NBA pela segunda vez na carreira.

#### Temporada de 2013–14

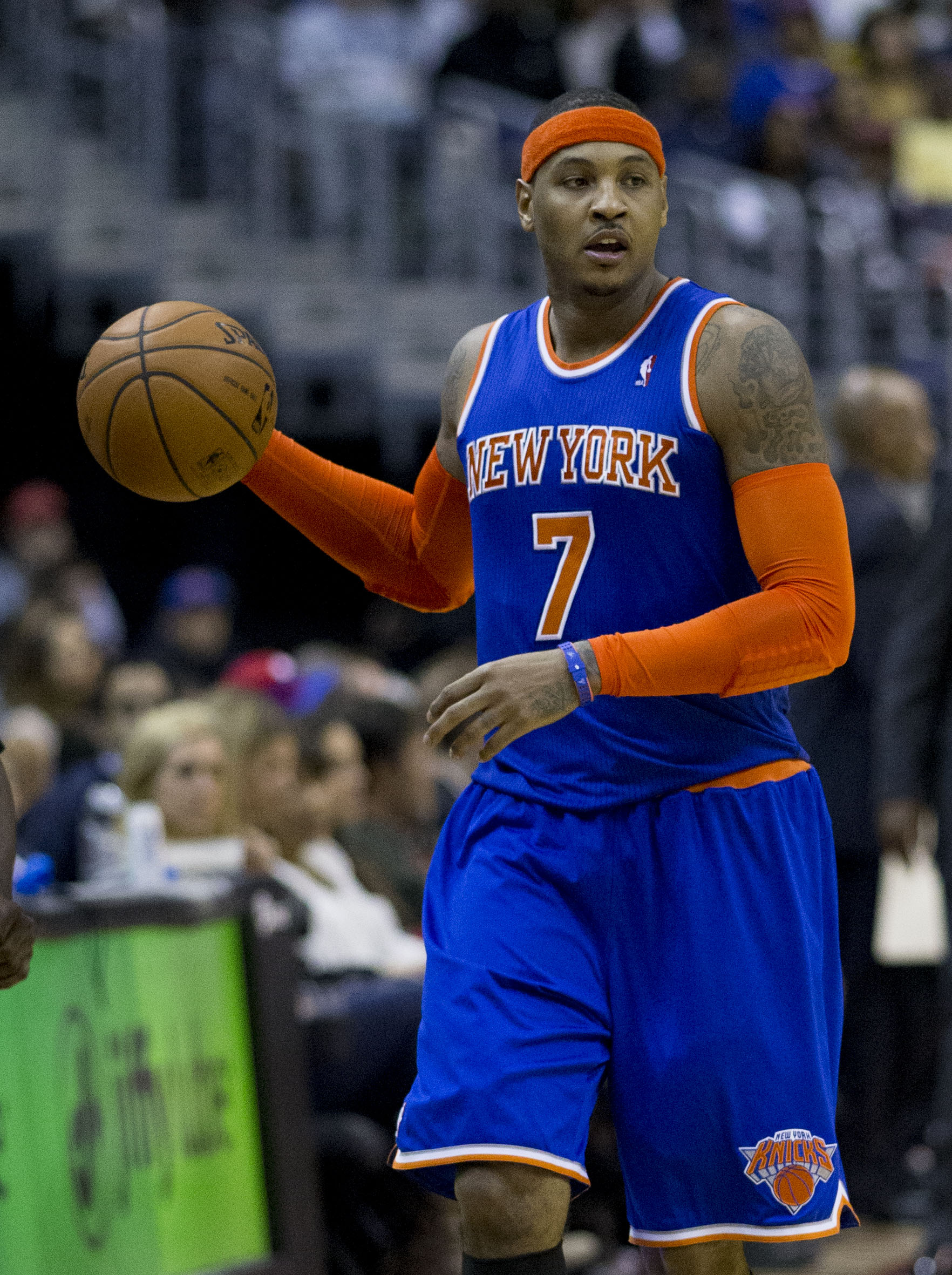
Anthony em 2013

No início da temporada de 2013-14, os Knicks sofreram uma sequência de nove derrotas consecutivas. Apesar do recorde de derrotas, Anthony continuou a jogar bem e teve médias de 26,3 pontos, 9,9 rebotes e 1,1 roubos de bola com nove duplos-duplos, incluindo quatro seguidas: contra o Indiana Pacers (30 pontos e 18 rebotes), o Washington Wizards (23 e 12), Portland Trail Blazers (34 e 15) e LA Clippers (27 e 10).
Em 24 de janeiro, ele estabeleceu o recorde de sua carreira, o recorde da franquia dos Knicks e o recorde do Madison Square Garden de pontuação em um único jogo com 62 pontos contra o Charlotte Bobcats. Em 30 de janeiro, em uma vitória por 117-86 contra o Cleveland Cavaliers, Anthony se tornou o 50º jogador da NBA a marcar 19.000 pontos na carreira. Ele se tornou o quinto jogador da NBA mais jovem a alcançar o feito. Anthony foi eleito o Jogador do Mês da Conferência Leste em janeiro, depois de liderar a conferência com média de 28,7 pontos e nove rebotes.
Em 16 de fevereiro de 2014, Anthony jogou seu sétimo All-Star Game como titular.
Em 10 de março de 2014, Anthony ganhou seu segundo Jogador da Semana da Conferência Leste em jogos disputados de 3 a 9 de março, depois de obter média de 29,0 pontos.
Na temporada de 2013-14, Anthony teve médias de 27,4 pontos, 8,1 rebotes e 3,1 assistências em 38,7 minutos, sendo o líder da liga, mas perderia os playoffs da NBA pela primeira vez em sua carreira.
Em 23 de junho de 2014, Anthony informou aos Knicks que cancelaria seu contrato e se tornaria um agente livre. Em 13 de julho de 2014, Anthony assinou novamente com os Knicks em um contrato de 5 anos e US$ 124 milhões.

#### Temporada de 2014-15

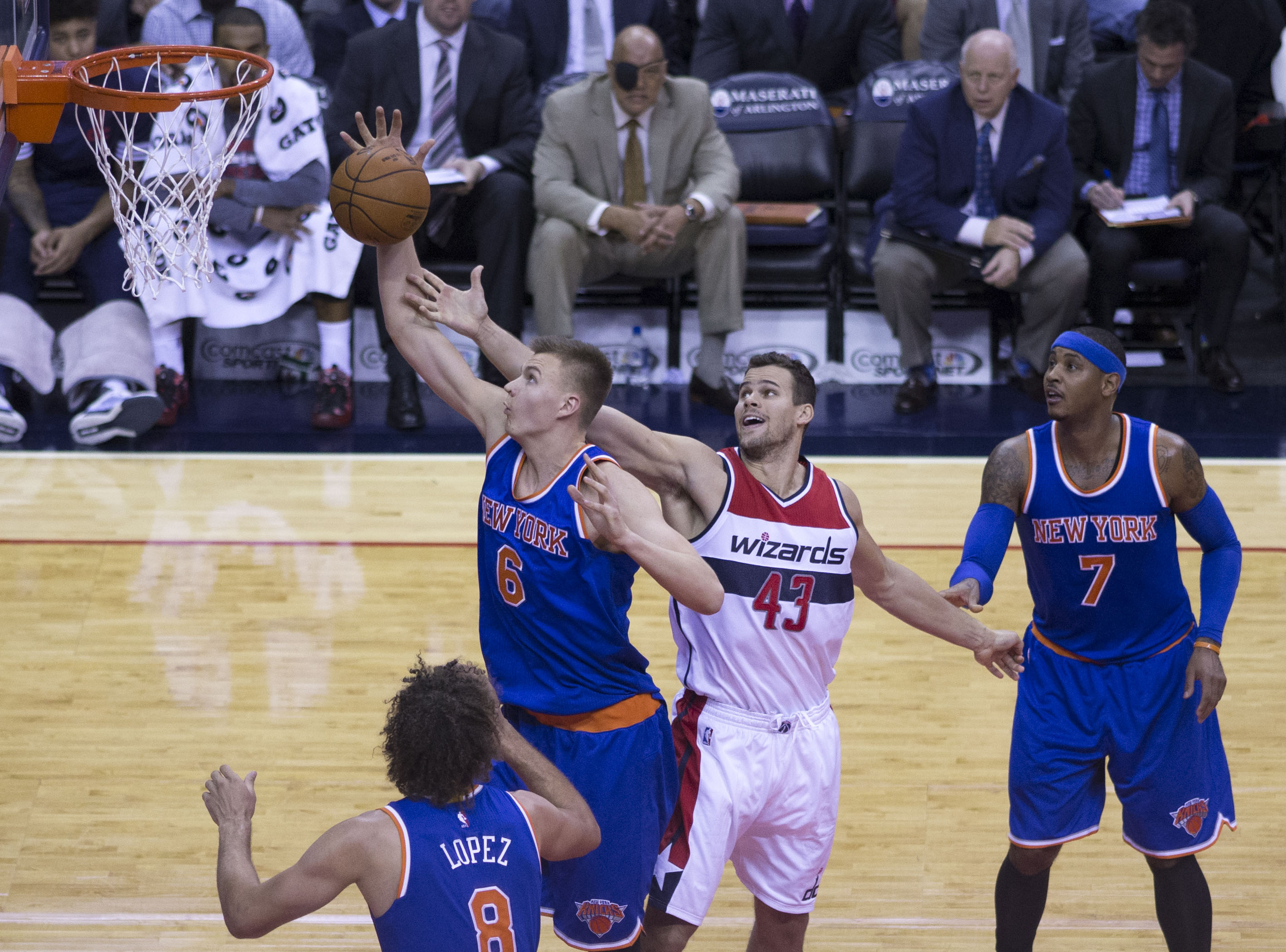
Kristaps Porziņģis e Anthony

Apenas no terceiro jogo do time na temporada, Anthony se tornou o 40º membro do clube de 20.000 pontos, quando acertou uma cesta de três pontos no início do primeiro quarto de uma vitória por 96-93 sobre o Charlotte Hornets. No processo, ele se tornou o décimo jogador ativo a atingir a marca e o sexto mais jovem na história da NBA a atingir a marca, atrás apenas de LeBron James (28 anos e 17 dias), Kobe Bryant (29 anos e 122 dias), Wilt Chamberlain ( 29 anos, 134 dias), Michael Jordan (29 anos, 326 dias) e Oscar Robertson (30 anos, 97 dias).
Em 22 de janeiro de 2015, Anthony foi nomeado titular no All-Star Game de 2015, sua oitava partida consecutiva ao lado de LeBron James, Pau Gasol, Kyle Lowry e John Wall. Depois de disputar o All-Star Game e marcar 10 pontos, Anthony foi descartado pelo resto da temporada em 18 de fevereiro, após passar por uma cirurgia no joelho esquerdo. Anthony jogou apenas 40 partidas na temporada que terminou com médias de 24,2 pontos, 6,6 rebotes, 3,1 assistências e 1,0 roubos de bola.

#### Temporada de 2015-16
Em 20 de janeiro de 2016, na vitória dos Knicks por 118-111 na prorrogação contra o Utah Jazz, Anthony registrou 30 pontos, sete rebotes e nove assistências. Em 21 de janeiro, Anthony foi eleito titular do All-Star Game de 2016.
Enquanto Anthony terminou a temporada com média de 21,8 pontos (1.573 pontos em 72 jogos), abaixo de sua média de 25,2 pontos no início da temporada, ele estabeleceu uma média de 4,2 assistências, o recorde de sua carreira (299 assistências em 72 jogos), a primeira e única vez que ele teve uma média de 4,0 assistências em sua carreira.

#### Temporada de 2016–17
Em 9 de dezembro de 2016, em um jogo contra o Sacramento Kings, Anthony se tornou o quinto jogador ativo a ultrapassar a marca de 23.000 pontos. Ele também se tornou o 29º jogador na história da NBA a atingir a marca de pontuação.

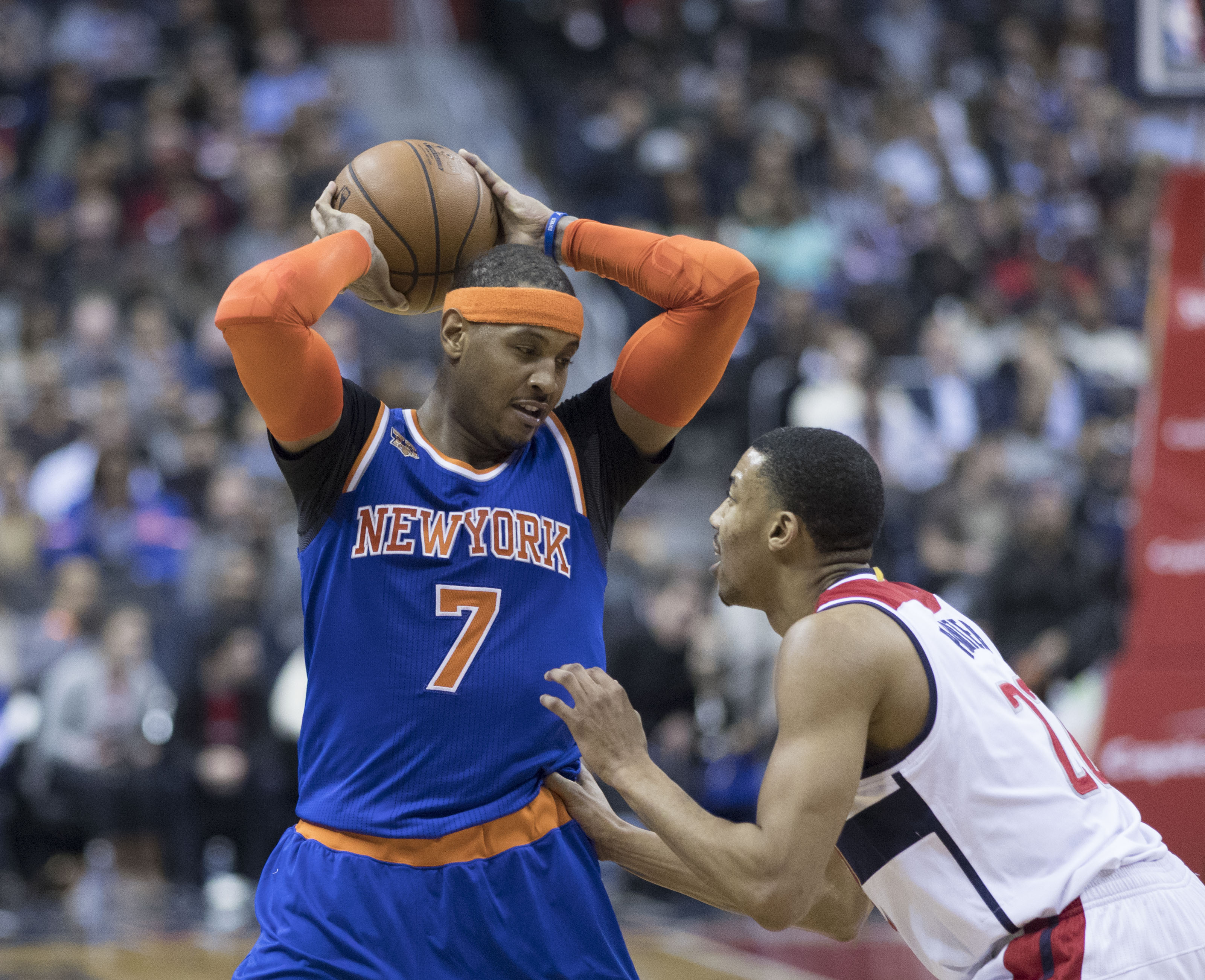
Anthony com os Knicks em 2017

Em 29 de janeiro de 2017, Anthony marcou 45 pontos, seu primeiro jogo de 40 pontos da temporada, em uma derrota após uma quádrupla prorrogação por 142-139 para o Atlanta Hawks.
Em 12 de fevereiro de 2017, em uma vitória por 94-90 contra o San Antonio Spurs, Anthony marcou 25 pontos e passou Charles Barkley como o 25º maior pontuador da história da NBA. Ele também teve o quinto maior número de pontos entre os jogadores ativos, atrás de Dirk Nowitzki, LeBron James, Paul Pierce e Vince Carter, que era o 24º na lista de pontuação. Em 15 de fevereiro de 2017, ele foi anunciado como o substituto de Kevin Love no All-Star Game da NBA de 2017, ganhando assim sua décima aparição no All-Star.
Em 12 de março de 2017, em uma derrota por 120-112 para o Brooklyn Nets, Anthony se tornou apenas o terceiro jogador a marcar 10.000 pontos por duas franquias, juntando-se a Kareem Abdul-Jabbar (Milwaukee Bucks e LA Lakers) e Elvin Hayes (San Diego/Houston Rockets e Baltimore/Capital/Washington Bullets). Em 14 de março, em uma vitória por 87-81 sobre o Indiana Pacers, Anthony ultrapassou a marca de 24.000 pontos na carreira.

#### 2017
Durante o período de entressafra de 2017, após vários conflitos com o então presidente da equipe, Phil Jackson, Anthony exigiu uma troca. Originalmente, o único time para o qual Anthony estava disposto a abrir mão de sua cláusula de proibição de troca era o Houston Rockets. No entanto, Anthony expandiu sua lista de times para incluir o Cleveland Cavaliers e o Oklahoma City Thunder.
Em 25 de setembro de 2017, Anthony foi negociado com o Thunder em troca de Enes Kanter, Doug McDermott e uma escolha de segunda rodada de 2018. Durante as sete temporadas de Anthony com os Knicks, o time venceu apenas uma série de playoffs.

### Oklahoma City Thunder (2017–2018)
Em 27 de janeiro de 2018, Anthony se tornou o 21º jogador da NBA a marcar 25.000 pontos na carreira. Além disso, ele tem 1.693 pontos nos playoffs.
Em 25 de julho de 2018, o Thunder negociou Anthony com o Atlanta Hawks em uma troca de três equipes que também incluiu o Philadelphia 76ers. A troca foi amplamente vista como um movimento de corte de custos, pois economizou ao Thunder dezenas de milhões de dólares em pagamentos de impostos de luxo. Em 30 de julho, Anthony foi dispensado pelos Hawks.

### Houston Rockets (2018–2019)
Em 13 de agosto de 2018, Anthony assinou um contrato mínimo de veterano de 1 ano e US$ 2,4 milhões com o Houston Rockets. Ele jogou dez partidas pelo Houston mas foi impedido de jogar nas últimas três pelo que a equipe chamou de uma "doença" não especificada. Durante essa ausência, grande parte de seu tempo de jogo foi para o novato Gary Clark. O general manager dos Rockets, Daryl Morey, começou a temporada perdendo sete de seus primeiros 11 jogos. Morey disse que Anthony "aceitou todos os papéis" solicitados por D'Antoni, mas que "o ajuste que imaginávamos quando Carmelo decidiu assinar com os Rockets não se concretizou; portanto, pensamos que era melhor seguir em frente, pois qualquer outro resultado teria sido injusto com ele." O treinador Mike D'Antoni afirmou que "nunca quis desrespeitar Anthony e sua carreira. Ele vai para o Hall da Fama".
Em 22 de janeiro de 2019, os Rockets negociaram Anthony, junto com Jon Diebler, para o Chicago Bulls em troca de Tadija Dragićević. Essa troca permitiu que os Rockets reduzissem as multas de impostos de luxo em até US$ 2,6 milhões. Em 1º de fevereiro, ele foi dispensado pelos Bulls.

### Portland Trail Blazers (2019–2021)

#### Temporada de 2019–20
Em 19 de novembro de 2019, Anthony assinou um contrato de 1 ano e US$2.16 milhões com o Portland Trail Blazers. Ele fez sua estreia pelo Trail Blazers em uma derrota por 115-104 para o New Orleans Pelicans em 19 de novembro; ele registrou 10 pontos, 4 rebotes e 1 bloqueio em 24 minutos. Anthony foi nomeado Jogador da Semana da Conferência Oeste, tornando-se o jogador mais velho aos 35 anos a ganhar o prêmio semanal desde Tim Duncan aos 38 o ganhou em 2014-15. Em 6 de dezembro, o contrato de Anthony tornou-se totalmente garantido.
Em 7 de janeiro, Anthony registrou 28 pontos e sete rebotes e acertou a cesta da vitória por 101-99 sobre o Toronto Raptors. Foi a 26ª cesta da vitória de Anthony nos últimos 30 segundos de uma partida, melhor que Kobe Bryant com 22, Dirk Nowitzki com 18 e Dwyane Wade com 16.
Em 15 de janeiro, Anthony registrou seu terceiro duplo-duplo da temporada com 18 pontos e 12 rebotes na vitória por 117–107 sobre o Houston Rockets. Em 17 de janeiro, ele marcou 22 pontos em uma derrota por 120-112 para o Dallas Mavericks, tornando-se o 18º jogador na história da NBA a atingir a marca de 26.000 pontos. Em 23 de fevereiro, Anthony marcou 32 pontos na vitória por 107–104 contra o Detroit Pistons. Esta foi a primeira vez que Anthony marcou mais de 30 pontos desde 25 de fevereiro de 2017.
Em 1º de agosto de 2020, no primeiro jogo do time na Bolha da NBA contra o Memphis Grizzlies, Anthony marcou 21 pontos. Ele empatou com Wilt Chamberlain como o 8º jogador com mais de 20 pontos na carreira com 771 jogos, quando marcou 21, 20 e 26 pontos contra o Los Angeles Clippers, Philadelphia 76ers e Dallas Mavericks, respectivamente.
Em 13 de agosto de 2020, pouco antes do último jogo do time na Bolha da NBA contra o Brooklyn Nets, Anthony foi nomeado o ganhador do Prêmio Maurice Lucas de 2019–20. Ele terminou a série de playoffs da primeira rodada com médias de 15,2 pontos, 5,0 rebotes, 2,0 assistências, 1,0 roubos de bola e 0,4 bloqueios em cinco jogos.

#### Temporada de 2020-21
Em novembro de 2020, Anthony voltou a assinar com o Trail Blazers em um contrato de um ano e US$ 2.5 milhões.
Em 13 de março, Anthony marcou 26 pontos e passou Hakeem Olajuwon para o 11º lugar na lista de maiores pontuadores da NBA. Em 19 de março, Anthony marcou 18 pontos na vitória sobre o Dallas Mavericks e se tornou o 11º jogador da NBA a marcar mais de 27.000 pontos. Em 3 de maio, ele marcou 14 pontos na derrota por 123-114 para o Atlanta Hawks e ultrapassou Elvin Hayes para o 10º lugar na lista de maiores pontuadores da NBA. Após a temporada de 2020-21, Anthony recebeu o Prêmio Kareem Abdul-Jabbar.

### Los Angeles Lakers (2021–2022)
Em 6 de agosto de 2021, Anthony assinou um contrato de 1 ano e US$2.6 milhões com o Los Angeles Lakers.
Em 19 de outubro, ele fez sua estreia nos Lakers e registrou nove pontos, quatro rebotes e duas assistências na derrota por 121–114 para o Golden State Warriors. Em 24 de outubro, Anthony somou 28 pontos em uma vitória por 121–118 sobre o Memphis Grizzlies e ultrapassou Moses Malone para o 9º lugar na lista de maiores pontuadores da NBA. Em 28 de janeiro de 2022, ele marcou 19 pontos em uma derrota por 117–114 para o Charlotte Hornets, tornando-se o nono jogador na história da NBA a atingir 28.000 pontos.
Anthony jogou sua última partida em 5 de abril de 2022, onde registrou dez pontos e seis rebotes na derrota por 121–114 para o Phoenix Suns. Em uma temporada decepcionante devido a lesões e inconsistência, os Lakers terminaram com um recorde de 33-49 e Anthony teve média de 13,3 pontos em 69 partidas.
Em 22 de maio de 2023, Anthony anunciou sua aposentadoria da NBA.

## Carreira na seleção

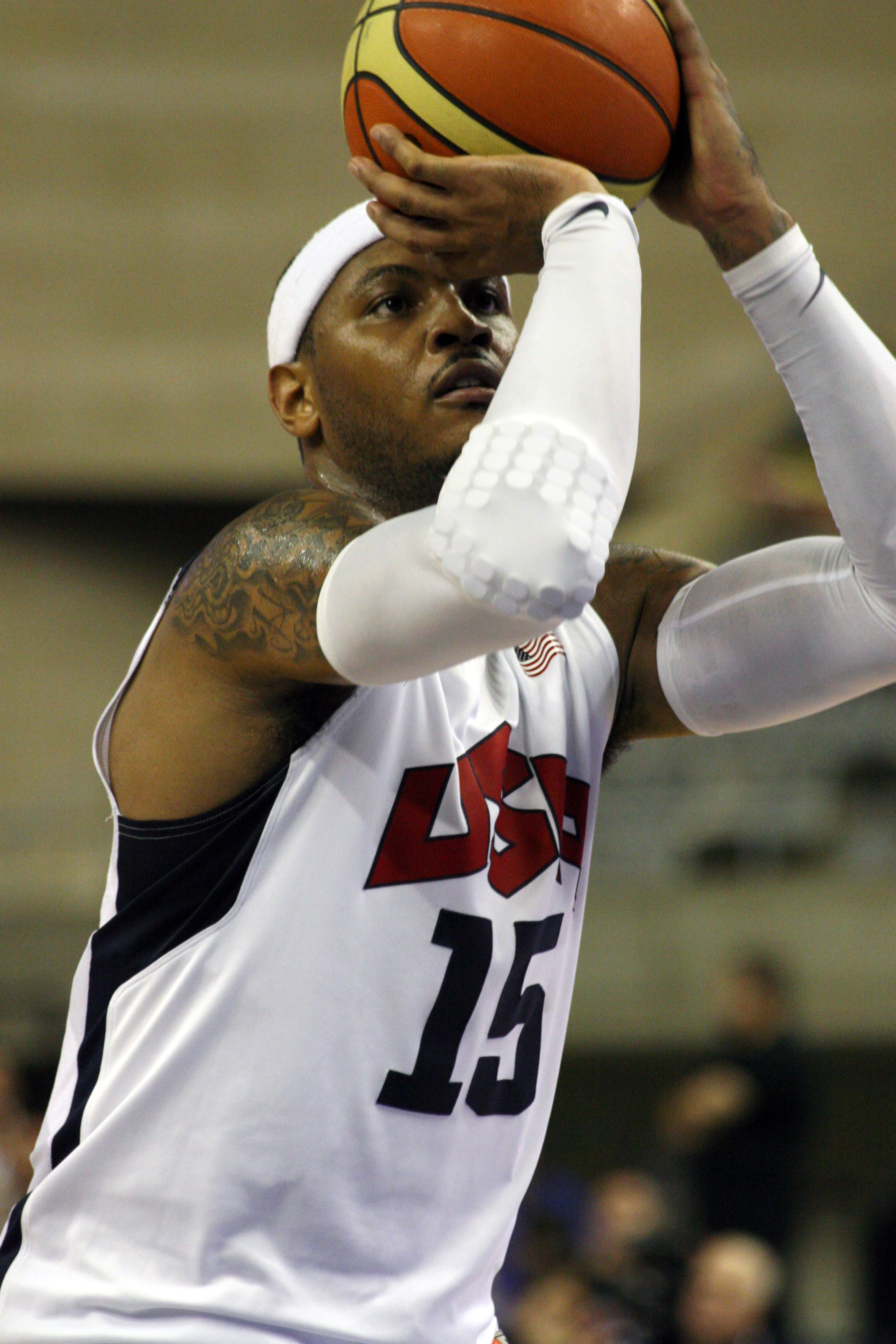
Anthony arremessa um lance livre durante os Jogos Olímpicos de Verão de 2012

Após sua temporada de estreia, Anthony, junto com os também novatos LeBron James e Dwyane Wade, foi escolhido como membro da equipe olímpica de basquete dos EUA de 2004 ao lado dos veteranos Allen Iverson, Stephon Marbury e Tim Duncan. A equipe acabou conquistando a medalha de bronze. Ele teve médias de 2,4 pontos e 1,6 rebotes em 6,8 minutos em sete dos oito jogos do time.
Em 2006, Anthony foi nomeado co-capitão (junto com James e Wade) da equipe dos EUA no Copa do Mundo de 2006. A equipe conquistou a medalha de bronze. Em 23 de agosto de 2006, Anthony estabeleceu o recorde de pontuação dos Estados Unidos em um jogo com 35 pontos contra a Itália no referido torneio da FIBA. Anthony foi nomeado para a Equipe do Torneio com médias de 19,9 pontos, 3,7 rebotes e 1,6 assistências. Em 16 de janeiro de 2006, Anthony foi escolhido como o Atleta Masculino do Ano do Basquete dos EUA após sua atuação na Copa do Mundo.
Anthony também foi membro da equipe dos EUA durante a Copa América de 2007. O time ficou invicto, indo para 10-0. Ele igualou o recorde anterior de 28 pontos estabelecido por Allen Iverson em um torneio de qualificação, que mais tarde foi quebrado por James, que marcou 31 pontos na final contra a Argentina.
Anthony também foi nomeado para o Jogos Olímpicos de Verão de 2008 em Pequim, novamente ao lado de James e Wade. A equipe venceu seus jogos por uma margem média de 32,2 pontos, eliminando a Austrália nas quartas de final por 31 e vencendo a Argentina por 20 pontos. Na disputa pela medalha de ouro, os Estados Unidos derrotaram a Espanha, campeã mundial de 2006, com Anthony marcando 13 pontos. Ele teve médias de 11,5 pontos, 4,3 rebotes e 1,0 roubos de bola em oito jogos.
Anthony também disputou o Jogos Olímpicos de 2016 no Rio de Janeiro, sua quarta Olimpíada consecutiva, que foi um recorde para um jogador de basquete masculino dos Estados Unidos, quebrando o antigo recorde de ter disputado três Olimpíadas que dividiu com James e David Robinson. A equipe dos EUA conquistou a medalha de ouro ao derrotar a Sérvia por 96–66 com Anthony se tornando o primeiro jogador na história do basquete masculino dos Estados Unidos a ganhar três medalhas de ouro. Em resumo, Anthony encerra sua carreira olímpica como o primeiro homem a ganhar três medalhas de ouro, líder em pontuação, rebotes e jogos disputados, tornando-se assim o atleta olímpico mais condecorado do basquete americano. Em reconhecimento às suas atuações e realizações no torneio, Anthony foi nomeado Co-Atleta Masculino do Ano no basquete dos EUA (junto com Kevin Durant) pela terceira vez em sua carreira.

## Perfil do jogador
Anthony joga na posição de Ala, mas também é capaz de jogar como Ala-pivô. Sua destreza na pontuação é considerada seu melhor trunfo com sua habilidade de dominar qualquer jogo no lado ofensivo; ele compartilha o recorde da NBA de segundo maior número de pontos marcados em um quarto com 33 e detém o recorde de pontuação em um único jogo do New York Knicks com 62. No ataque, Anthony é reconhecido por ser um artilheiro prolífico com uma variedade de movimentos ofensivos habilidosos. Listado com 2,01 m e 108 kg, ele tem força e rapidez para ser uma ameaça de pontuação imediata e consistente.
Durante a temporada de 2005-06, Anthony fez cinco cestas da vitória nos últimos cinco segundos do quarto período ou na prorrogação. Dave McMenamin, jornalista da ESPN, escreveu: "Se você fosse escolher um jogador para desafiar Kobe Bryant pelo título de Mr. Clutch, teria que ser Anthony."
Apesar de ser um artilheiro prolífico, ele foi criticado por sua defesa e nunca foi nomeado para a Equipe Defensiva da NBA.
Anthony é um dos muitos jogadores da NBA que tem Idan Ravin como treinador e personal trainer. Seu relacionamento com Ravin começou quando ele tinha 18 anos e se preparava para o draft da NBA depois de passar um ano na Syracuse University.

## Estatísticas na NBA
|  | Líder da liga |

### Temporada Regular
| Ano      | Equipe    | PJ    | PT    | MPJ  | AP   | 3P   | LL   | RT  | AS  | BR  | TO | PPJ  |
| -------- | --------- | ----- | ----- | ---- | ---- | ---- | ---- | --- | --- | --- | -- | ---- |
| 2003-04  | Denver    | 82    | 82    | 36.5 | .426 | .322 | .777 | 6.1 | 2.8 | 1.2 | .5 | 21.0 |
| 2004-05  | Denver    | 75    | 75    | 34.8 | .431 | .266 | .796 | 5.7 | 2.6 | .9  | .4 | 20.8 |
| 2005-06  | Denver    | 80    | 80    | 36.8 | .481 | .243 | .808 | 4.9 | 2.7 | 1.1 | .5 | 26.5 |
| 2006-07  | Denver    | 65    | 65    | 38.2 | .476 | .268 | .808 | 6.0 | 3.8 | 1.2 | .4 | 28.9 |
| 2007-08  | Denver    | 77    | 77    | 36.4 | .492 | .354 | .786 | 7.4 | 3.4 | 1.3 | .5 | 25.7 |
| 2008-09  | Denver    | 66    | 66    | 34.3 | .443 | .371 | .793 | 6.8 | 3.4 | 1.1 | .4 | 22.8 |
| 2009-10  | Denver    | 69    | 69    | 38.2 | .458 | .316 | .830 | 6.6 | 3.2 | 1.3 | .4 | 28.2 |
| 2010-11  | Denver    | 50    | 50    | 35.5 | .452 | .333 | .823 | 7.6 | 2.8 | .9  | .6 | 25.2 |
| 2010-11  | New York  | 27    | 27    | 36.2 | .461 | .424 | .872 | 6.7 | 3.0 | .9  | .6 | 26.3 |
| 2011-12  | New York  | 55    | 55    | 34.1 | .430 | .335 | .804 | 6.3 | 3.6 | 1.1 | .4 | 22.6 |
| 2012-13  | New York  | 67    | 67    | 37.0 | .449 | .379 | .830 | 6.9 | 2.6 | .8  | .5 | 28.7 |
| 2013-14  | New York  | 77    | 77    | 38.7 | .452 | .402 | .848 | 8.1 | 3.1 | 1.2 | .7 | 27.4 |
| 2014-15  | New York  | 40    | 40    | 35.7 | .444 | .341 | .797 | 6.6 | 3.1 | 1.0 | .4 | 24.2 |
| 2015-16  | New York  | 72    | 72    | 35.1 | .434 | .339 | .829 | 7.7 | 4.2 | .9  | .5 | 21.8 |
| 2016-17  | New York  | 74    | 74    | 34.3 | .433 | .360 | .833 | 5.9 | 2.9 | .8  | .4 | 22.4 |
| 2017-18  | Oklahoma  | 78    | 78    | 32.1 | .404 | .357 | .767 | 5.8 | 1.3 | .6  | .6 | 16.2 |
| 2018-19  | Houston   | 10    | 2     | 29.4 | .405 | .328 | .682 | 5.4 | .5  | .4  | .7 | 13.4 |
| 2019-20  | Portland  | 58    | 58    | 32.8 | .430 | .385 | .845 | 6.3 | 1.5 | .8  | .5 | 15.4 |
| 2020-21  | Portland  | 69    | 3     | 24.5 | .421 | .409 | .890 | 3.1 | 1.5 | .7  | .6 | 13.4 |
| 2021-22  | LA Lakers | 69    | 3     | 26.0 | .441 | .375 | .830 | 4.2 | 1.0 | .7  | .8 | 13.3 |
| Carreira | Carreira  | 1.260 | 1.120 | 34.5 | .447 | .355 | .814 | 6.2 | 2.7 | 1.0 | .5 | 22.5 |
| All-Star | All-Star  | 10    | 8     | 26.2 | .507 | .327 | .727 | 7.5 | 1.1 | .5  | .3 | 18.3 |

### Playoffs
| Ano      | Equipe   | PJ | PT | MPJ  | AP   | 3P   | LL   | RT   | AS  | BR  | TO | PPJ  |
| -------- | -------- | -- | -- | ---- | ---- | ---- | ---- | ---- | --- | --- | -- | ---- |
| 2004     | Denver   | 4  | 4  | 35.8 | .328 | .182 | .800 | 8.3  | 2.8 | 1.3 | .0 | 15.0 |
| 2005     | Denver   | 5  | 5  | 36.0 | .422 | .000 | .813 | 5.4  | 2.0 | .6  | .2 | 19.2 |
| 2006     | Denver   | 5  | 5  | 38.6 | .333 | .000 | .750 | 6.6  | 2.8 | .8  | .2 | 21.0 |
| 2007     | Denver   | 5  | 5  | 42.0 | .480 | .500 | .795 | 8.6  | 1.2 | 1.0 | .0 | 26.8 |
| 2008     | Denver   | 4  | 4  | 36.5 | .364 | .250 | .828 | 9.5  | 2.0 | .5  | .3 | 22.5 |
| 2009     | Denver   | 16 | 16 | 38.3 | .453 | .364 | .826 | 5.8  | 4.1 | 1.8 | .6 | 27.2 |
| 2010     | Denver   | 6  | 6  | 42.3 | .464 | .316 | .877 | 8.5  | 3.3 | 2.0 | .5 | 30.7 |
| 2011     | New York | 4  | 4  | 39.0 | .375 | .346 | .853 | 10.3 | 4.8 | 1.3 | .8 | 26.0 |
| 2012     | New York | 5  | 5  | 40.8 | .419 | .222 | .756 | 8.2  | 2.2 | 1.2 | .2 | 27.8 |
| 2013     | New York | 12 | 12 | 40.1 | .406 | .298 | .885 | 6.6  | 1.6 | 1.1 | .2 | 28.8 |
| 2018     | Oklahoma | 6  | 6  | 32.3 | .375 | .214 | .733 | 5.7  | .3  | 1.7 | .7 | 11.8 |
| 2020     | Portland | 5  | 5  | 35.2 | .412 | .421 | .857 | 5.0  | 2.0 | 1.0 | .4 | 15.2 |
| 2021     | Portland | 6  | 0  | 23.8 | .417 | .378 | .909 | 3.2  | 1.5 | .3  | .2 | 12.3 |
| Carreira | Carreira | 83 | 77 | 37.3 | .414 | .324 | .826 | 6.7  | 2.5 | 1.2 | .3 | 23.1 |

### Basquete universitário
| Ano     | Equipe   | PJ | PT | MPJ  | AP   | 3P   | LL   | RT   | AS  | BR  | TO  | PPJ  |
| ------- | -------- | -- | -- | ---- | ---- | ---- | ---- | ---- | --- | --- | --- | ---- |
| 2002–03 | Syracuse | 35 | 35 | 36.4 | .453 | .337 | .706 | 10.0 | 2.2 | 1.6 | 0.9 | 22.2 |

### Olimpíadas
|         | Medalha de Ouro     |
|         | Medalha de Bronze   |
| Negrito | Recorde na carreira |

| Ano      | Equipe         | PJ | PT | MPJ  | AP   | 3P   | LL   | RT  | AS  | BR  | TO  | PPJ  |
| -------- | -------------- | -- | -- | ---- | ---- | ---- | ---- | --- | --- | --- | --- | ---- |
| 2004     | Estados Unidos | 7  | 0  | 6.7  | .250 | .182 | .500 | 1.6 | 0.0 | 0.3 | 0.7 | 2.4  |
| 2008     | Estados Unidos | 8  | 8  | 19.1 | .422 | .378 | .828 | 4.3 | 0.4 | 1.0 | 0.3 | 11.5 |
| 2012     | Estados Unidos | 8  | 0  | 17.8 | .535 | .500 | .789 | 4.8 | 1.3 | 0.5 | 0.0 | 16.3 |
| 2016     | Estados Unidos | 8  | 8  | 23.3 | .393 | .400 | .619 | 5.2 | 2.2 | 0.6 | 0.3 | 12.1 |
| Carreira | Carreira       | 31 | 16 | 16.8 | .431 | .410 | .746 | 4.0 | 1.0 | 0.6 | 0.1 | 10.8 |

## Prêmios e Homenagens
- NBA:
  - NBA Scoring Champion: 2013
  - 6x All-NBA Team:
    - Segundo Time: 2010 e 2013
    - Terceiro Time: 2006, 2007, 2009 e 2012

  - 10x NBA All-Star: 2007, 2008, 2010, 2011, 2012, 2013, 2014, 2015, 2016 e 2017
  - NBA All-Rookie Team:
    - Primeiro time: 2004

  - Um dos 75 grandes jogadores da história da NBA
  - NBA Kareem Abdul-Jabbar Social Justice Champion Award: 2021
  - Seleção dos Estados Unidos:
    - Jogos Olímpicos: Medalha de Bronze em 2004, Medalha de Ouro em 2008, 2012 e 2016
    - FIBA World Championship: Medalha de Bronze em 2006
    - FIBA Americas Championship: Medalha de Ouro em 2007
    - USA Basketball Atleta Masculino do Ano: Vencedor em 2006 e 2016

- College:
  - Campeão da NCAA: 2003
  - NCAA Final Four Most Outstanding Player: 2003
  - All-American Team:
    - Segundo time: 2003

  - Número 15 aposentado pela Universidade de Syracuse

### Recordes em Jogos (NBA)
Recordes em jogos de Temporada Regular e Playoffs de Carmelo Anthony
| Tipo de estatística           | Temporada Regular | Temporada Regular                                             | Temporada Regular                                                   | Playoffs | Playoffs                 | Playoffs                                |
| Tipo de estatística           | Recorde           | Adversário                                                    | Data                                                                | Recorde  | Adversário               | Data                                    |
| ----------------------------- | ----------------- | ------------------------------------------------------------- | ------------------------------------------------------------------- | -------- | ------------------------ | --------------------------------------- |
| Pontos em um jogo             | 62                | Charlotte Bobcats                                             | 24 de janeiro de 2014                                               | 42       | Utah Jazz Boston Celtics | 17 de abril de 2010 19 de abril de 2011 |
| Cestas convertidas em um jogo | 23                | Charlotte Bobcats                                             | 24 de janeiro de 2014                                               | 18       | Utah Jazz                | 17 de abril de 2010                     |
| Cestas tentadas em um jogo    | 36                | Atlanta Hawks                                                 | 29 de janeiro de 2017                                               | 35       | Boston Celtics           | 28 de abril de 2013                     |
| Lances livres convertidos     | 19                | Atlanta Hawks Chicago Bulls Houston Rockets                   | 18 de dezembro de 2005 16 de janeiro de 2006 16 de dezembro de 2019 | 16       | Boston Celtics           | 28 de abril de 2013                     |
| Lances livres tentados        | 24                | Atlanta Hawks                                                 | 18 de dezembro de 2005                                              | 20       | Boston Celtics           | 28 de abril de 2013                     |
| Cestas de três convertidas    | 9                 | Atlanta Hawks                                                 | 27 de janeiro de 2013                                               | 4        | 4 Vezes                  |                                         |
| Cestas de três tentadas       | 13                | Indiana Pacers                                                | 10 de abril de 2011                                                 | 9        | Utah Jazz                | 18 de abril de 2018                     |
| Rebotes ofensivos             | 12                | Houston Rockets                                               | 20 de dezembro de 2007                                              | 7        | Los Angeles Lakers       | 20 de abril de 2008                     |
| Rebotes defensivos            | 15                | Phoenix Suns                                                  | 15 de novembro de 2010                                              | 12       | Boston Celtics           | 19 de abril de 2011                     |
| Rebotes totais                | 20                | Phoenix Suns                                                  | 15 de novembro de 2010                                              | 17       | Boston Celtics           | 19 de abril de 2011                     |
| Assistências                  | 11                | Oklahoma City Thunder                                         | 4 de fevereiro de 2009                                              | 9        | New Orleans Hornets      | 22 de abril de 2009                     |
| Roubos                        | 6                 | Chicago Bulls                                                 | 31 de outubro de 2013                                               | 5        | Dallas Mavericks         | 11 de maio de 2009                      |
| Tocos                         | 4                 | Cleveland Cavaliers Portland Trail Blazers Washington Wizards | 2 de dezembro de 2003 19 de abril de 2005 16 de dezembro de 2013    | 2        | 4 Vezes                  |                                         |
| Minutos jogados               | 55:27 (2OT)       | Milwaukee Bucks                                               | 18 de dezembro de 2013                                              | 46:23    | New Orleans Hornets      | 29 de abril de 2009                     |

## Vida pessoal

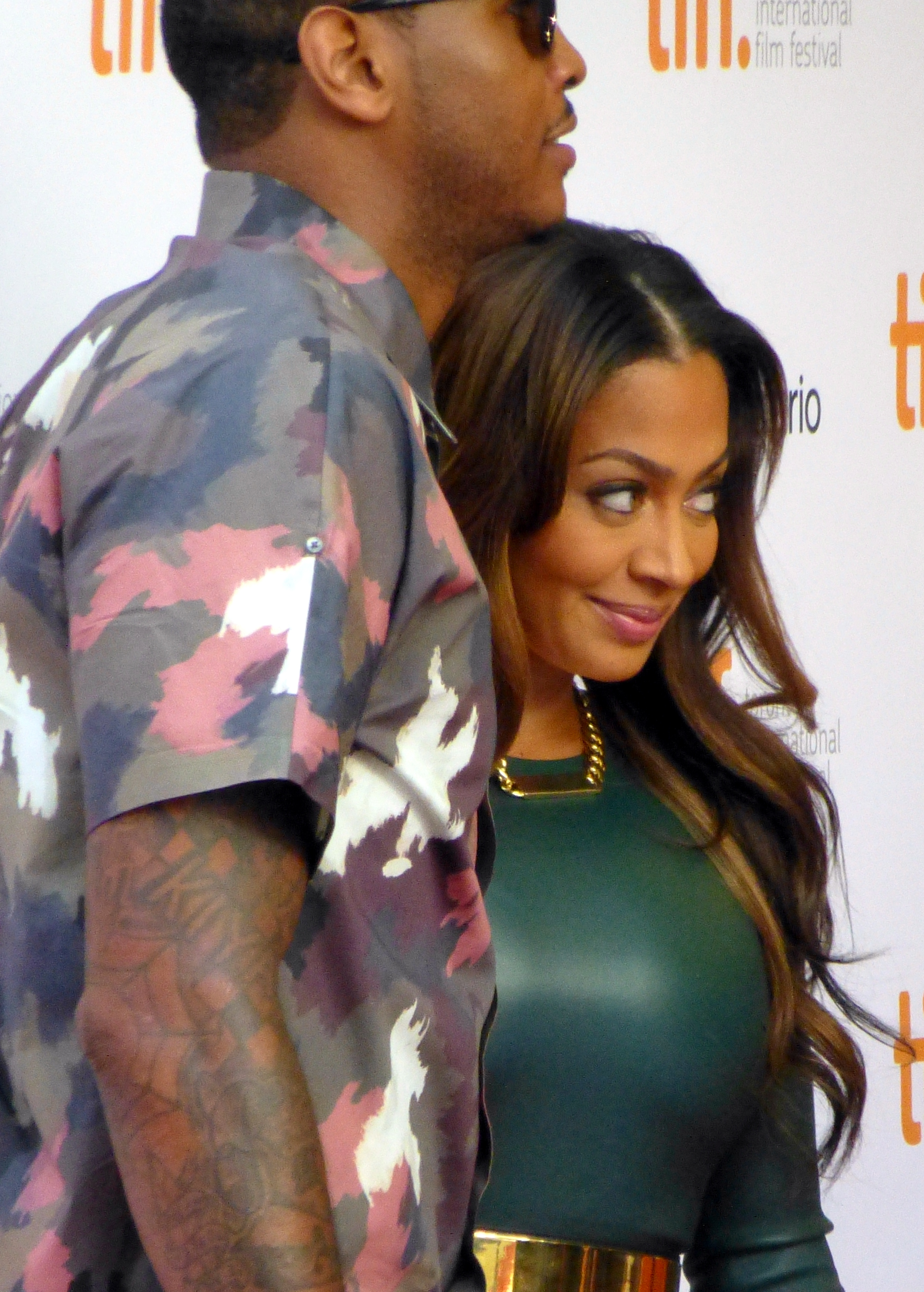
Anthony com sua esposa La La Anthony

Anthony tem dois irmãos, Robert e Wilford, e uma meia-irmã, Daphne. Ele tinha outra irmã, Michelle, que morreu em 2010. Sua mãe, Mary, é afro-americana e seu pai, Carmelo Iriarte, era porto-riquenho.
Anthony, junto com LeBron James, Chris Paul e Dwyane Wade, são um quarteto conhecido como "banana boat crew". Os quatro são amigos desde a adolescência e sempre saem de férias juntos. Durante uma excursão às Bahamas, Anthony foi resgatado por James da água quando estava sendo levado do barco pela corrente. Durante uma sessão ao vivo no Instagram, Anthony contou mais tarde: "Ele salvou minha vida", quando questionado sobre o perigo que corria antes do resgate.
Em 2004, Anthony ficou noivo de Alani "La La" Vazquez. O filho deles, Kiyan Anthony, nasceu em 7 de março de 2007. O casal mora em Portland, Oregon. Ele vendeu sua propriedade em Nova York em 2020.
Pouco depois do final da temporada de 2016–17, o TMZ informou que La La havia se mudado do apartamento do casal e os dois estavam morando separados. Os dois se reconciliaram em dezembro de 2018. Em junho de 2021, La La pediu o divórcio.

## Controvérsias
Em 2004, Anthony foi citado por posse de maconha, depois que os inspetores do Aeroporto Internacional de Denver encontraram maconha em sua mochila. As acusações foram posteriormente retiradas depois que o amigo de Anthony, James Cunningham, assinou uma declaração assumindo a responsabilidade pela maconha. Nesse mesmo ano, Anthony apareceu em um vídeo intitulado Stop Snitchin', que alertava que moradores de Baltimore que colaboraram com a polícia enfrentariam violência. Em 2006, o amigo de Anthony, Tyler Brandon Smith, foi parado no veículo de Anthony e citado por porte de maconha e três infrações de trânsito. Mais tarde naquele ano, em 16 de dezembro, ele se envolveu na infame briga entre New York Knicks e Denver Nuggets durante um jogo no Madison Square Garden. Como resultado, ele foi suspenso por 15 jogos.
Em 14 de abril de 2008, Anthony foi preso sob suspeita de dirigir alcoolizado, após ser parado por ziguezaguear nas pistas e não diminuir as luzes. A porta-voz da polícia, Sharon Hahn, disse que Anthony, que estava sozinho no carro, falhou em uma série de testes de sobriedade. Ele foi multado e depois liberado na sede da polícia para uma "parte sóbria e responsável". Os Nuggets suspenderam Anthony por dois jogos devido à prisão. Em 24 de junho de 2008, Anthony se declarou culpado da acusação de dirigir com deficiência. A acusação original de dirigir sob a influência foi retirada. Ele foi condenado a um ano de liberdade condicional, 24 horas de serviço comunitário e US$ 1.000 em custas judiciais e multas.

## Trabalho de caridade

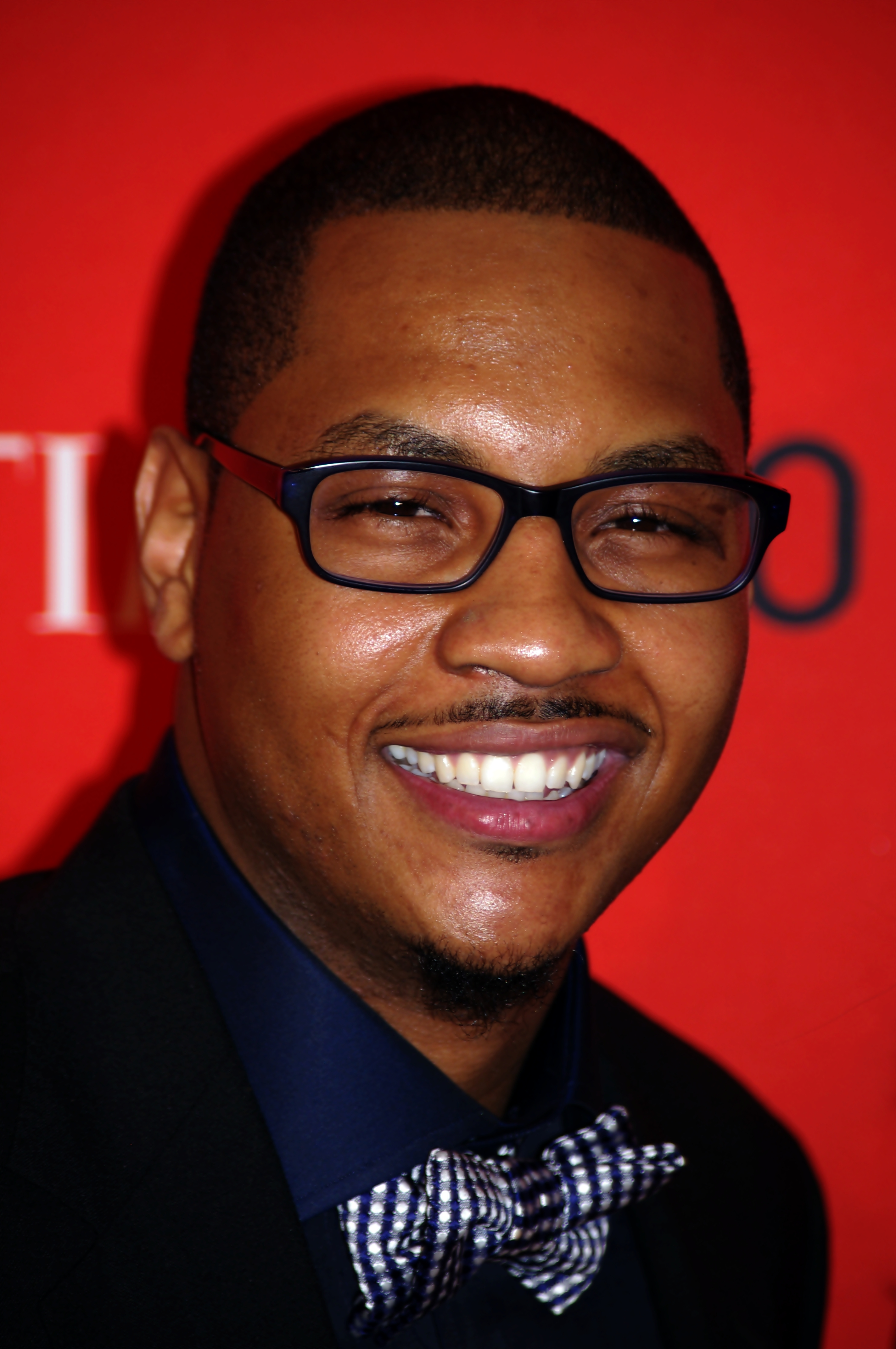
Anthony na gala do Time 100 de 2011

Em Denver, Anthony era porta-voz do Family Resource Center e ajudou a organizar uma festa de Natal, intitulada "A Very Melo Christmas", para crianças menos favorecidas. Em Baltimore, Anthony hospeda um torneio anual 3 contra 3, conhecido como "Melo's H.O.O.D. (Holding Our Own Destiny) Movement 3 on 3 Challenge" e está ajudando a financiar a revitalização de um centro comunitário local para jovens. Anthony abriu o "Centro de Desenvolvimento da Juventude Carmelo Anthony" em Baltimore em 14 de dezembro de 2006. Ele contribuiu com US$ 1,5 milhão para a Living Classrooms Foundation, uma organização sem fins lucrativos que "fornece educação prática inovadora, treinamento profissional e serviço comunitário programas para mais de 35.000 crianças, jovens e adultos jovens na comunidade do leste de Baltimore."
Após o tsunami causado pelo terremoto do Oceano Índico em 2004, Anthony doou US$ 35.000 para esforços de socorro. Ele doou US$ 1.000 por ponto marcado contra o San Antonio Spurs e o Houston Rockets em 8 e 9 de janeiro de 2005, respectivamente. Anthony também comprometeu US$ 3 milhões para a construção de uma instalação de basquete recém-planejada em sua alma mater, a Syracuse University. De acordo com o site oficial da NBA, "o presente de Anthony representa uma das maiores doações individuais para o Syracuse University Athletics e também é considerado um dos maiores de um atleta profissional atual para a universidade que frequentou". A instalação será chamada de Carmelo K. Anthony Basketball Center. Para contribuições de caridade totalizando US$ 4.282.000, Anthony foi listado como o número oito na "Lista das 30 maiores doações de caridade feitas por celebridades em 2006".

## Outras atividades
Anthony foi p ator convidado no episódio "Lost and Found" do Ned's Declassified School Survival Guide. Ele também apareceu no videoclipe da música "Be" do Common em 2005. Anthony é o único jogador a aparecer na capa de todas as três franquias de basquete da EA Sports (NCAA March Madness, NBA Live e NBA Street). Em janeiro de 2009, o Colorado Sports Hall of Fame selecionou Anthony como o atleta profissional do ano de 2008. Ele e o lutador Henry Cejudo, também medalhista de ouro em 2008, foram escolhidos para serem os headliners do prêmio especial do banquete de posse realizado em 14 de abril de 2009. Na primavera de 2012, Anthony estrelou como convidado em vários episódios da série Nurse Jackie como um jogador de beisebol profissional passando por reabilitação de drogas. Ele, junto com Dwight Howard e Scottie Pippen, também apareceu no filme chinês de 2013, Amazing, uma joint venture entre a NBA e a Shanghai Film Group Corporation.
Em 2003, Anthony assinou seu primeiro contrato de calçados com a marca Jordan e recebeu US$ 3,5 milhões por ano durante seis anos. Em 2004, seu primeiro tênis assinado, o Jordan Carmelo 1.5, foi lançado. A partir de 2018, treze calçados foram lançados na linha Melo.
Em 2006, Anthony fez parceria com a Hemelgarn Racing para fazer campanha com um carro dirigido por P. J. Chesson na temporada de 2006 da IndyCar Series. Jeff Bucknum se juntou à equipe como um segundo carro da equipe e, sob o apelido de "Car-Melo", os dois carros se classificaram para as 500 milhas de Indianápolis de 2006. No entanto, a equipe se desfez após uma queda de ambos os carros na Indy 500.
Em 2014, Anthony fez uma breve aparição no oitavo episódio da sétima e última temporada da série Sons of Anarchy como um capanga do antagonista da série, Moses Cartwright. Ele também participou de uma cooperação de merchandising com a Nickelodeon para a franquia Teenage Mutant Ninja Turtles, onde tem várias participações especiais, nomeadamente no filme de 2016 e como personagem cômico no spin-off de Amazing Adventures para a série de TV de 2012.
Em 2015, Anthony fundou o clube de expansão da North American Soccer League, Puerto Rico FC. Apesar da recessão financeira em Porto Rico, Anthony viu essa oportunidade como uma forma de alcance da comunidade, bem como um investimento de longo prazo em um clube que poderia ser lucrativo. Anthony também é fã do clube de futebol inglês, Arsenal.

Em abril de 2021, Anthony lançou uma produtora chamada Creative 7, que recebeu o nome de sua camisa 7 do New York Knicks, que ele usou de 2011 a 2017.